# アニ読メ
アニ読メ（アニよメ）は、トムス・エンタテインメントが運営する日本の携帯コミックサイト。2005年3月より携帯初のアニメコミック（フィルムコミック）サイトとして配信開始。